# Raoul Mesnier de Ponsard
Raoul Mesnier de Ponsard (Porto, 2 aprile 1848 – Inhambane, 26 maggio 1914) è stato un ingegnere portoghese, famoso per aver costruito molti ascensori e funicolari in Portogallo.

## Primi anni di vita
Mesnier de Ponsard era figlio di genitori francesi, Jacques Robert Mesnier de Ponsard e Marie Élodie Ronson. Suo padre lavorava a Braga presso la locale compagnia del gas. Raoul aveva un fratello maggiore, Pedro Gastão, nato nel 1846, che intraprese una carriera in ambito diplomatico.
Raoul Mesnier de Ponsard studiò presso il Liceu do Porto e successivamente matematica e filosofia all'Università di Coimbra. Dopo la laurea, svolse un apprendistato in ingegneria meccanica presso alcune aziende in Francia, Germania e Svizzera. Nel 1871 tornò in Portogallo e il 3 settembre sposò a Porto Sofia Adelaide Ferreira Pinto Basto.

## Lavori di ingegneria
In qualità di ingegnere in diversi lavori pubblici, Mesnier diresse la costruzione della funicolare di Bom Jesus a Braga e progettò l'originale Funicular dos Guindais a Porto. Dopo il successo della funicolare di Bom Jesus, venne coinvolto in vari progetti di trasporto a Lisbona che sono tuttora in funzione e considerati monumenti nazionali come l'Elevador da Glória, l'Elevador da Bica, l'Elevador do Lavra e l'Elevador de Santa Justa. Oltre a queste, realizzò altre opere che vennero tuttavia successivamente smantellate, come l'Elevador do Município, l'Elevador da Estrela, l'Elevador da Graça, l'Elevador do Chiado, l'Elevador de São Sebastião. 
Fuori Lisbona, Mesnier costruì anche la funicolare di Nazaré e lo scomparso Comboio de Ferro do Monte, a Funchal.
Nel 1913 Mesnier fece uno studio per una ferrovia in Mozambico che collegava Inhambane con Inharrime. I lavori sulla ferrovia si svolsero tra il 1909 e il 1915 e questo potrebbe essere stato il suo ultimo lavoro prima della morte giunta nel 1914.

## Galleria d'immagini

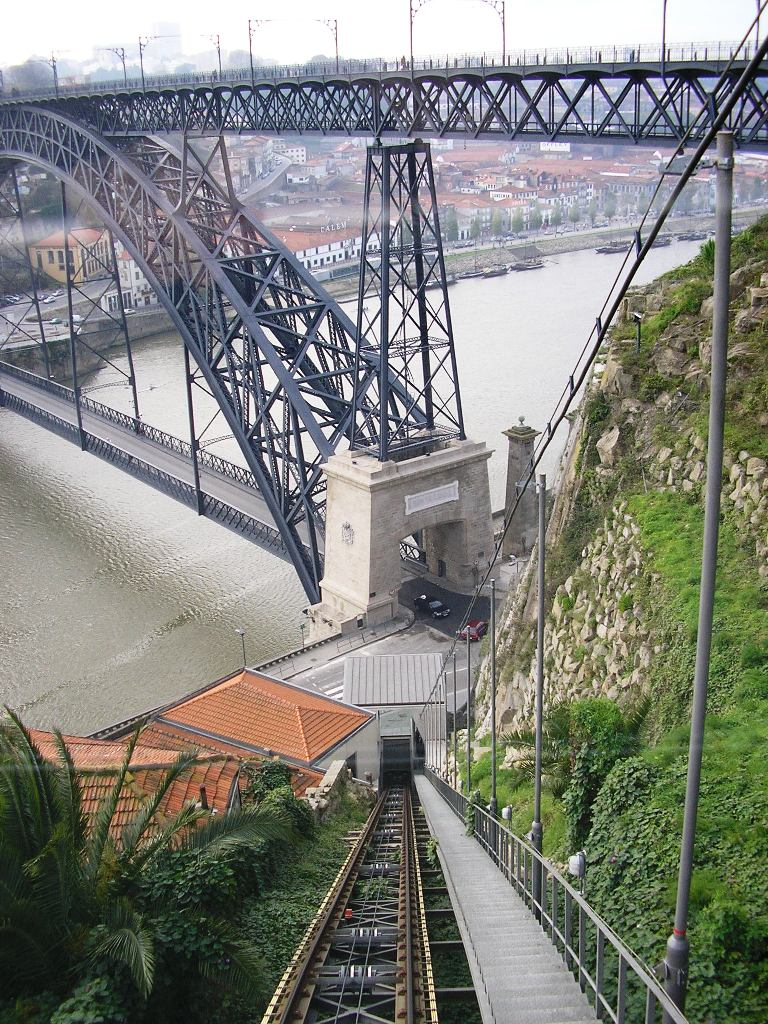
La Funicular dos Guindais collega Praça da Batalha, nella Baixa di Porto al quartiere della Ribeira. Inaugurata nel 2004, occupa lo stesso tracciato dell'originale progetto di Mesnier de Ponsard, operativo tra il 1891 ed il 1893.
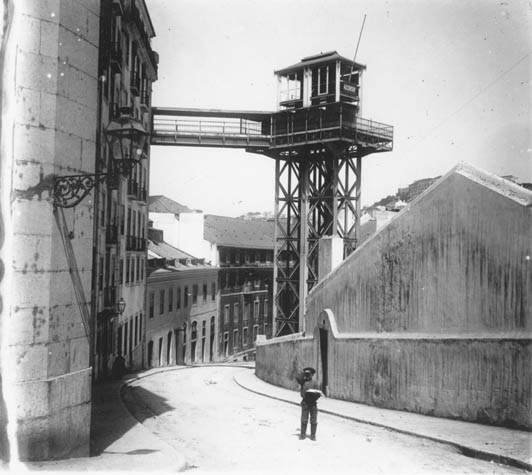
L'Elevador do Municipio collegava il Largo da Biblioteca (l'odierno Largo da Academia de Belas-Artes) al Largo de São Julião (contiguo alla Praça do Município). Inaugurato nel 1897, rimase operativo sino al 1915 e venne smantellato nel 1920.
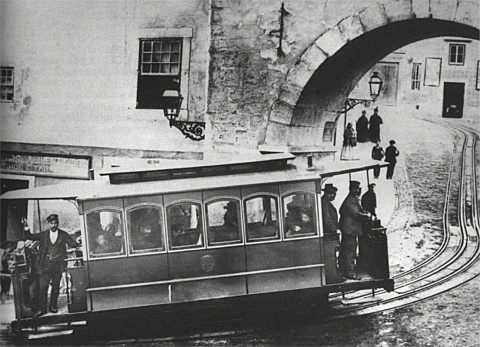
L'Elevador da Graça (qui fotografato nei presi dell'Arco de Santo André, demolito nel XX secolo), collegava Largo da Graça a Rua da Palma. Inaugurato nel 1893, venne parzialmente disattivato nel 1909; parte del tracciato venne integrato nella linea tranviaria 12E.
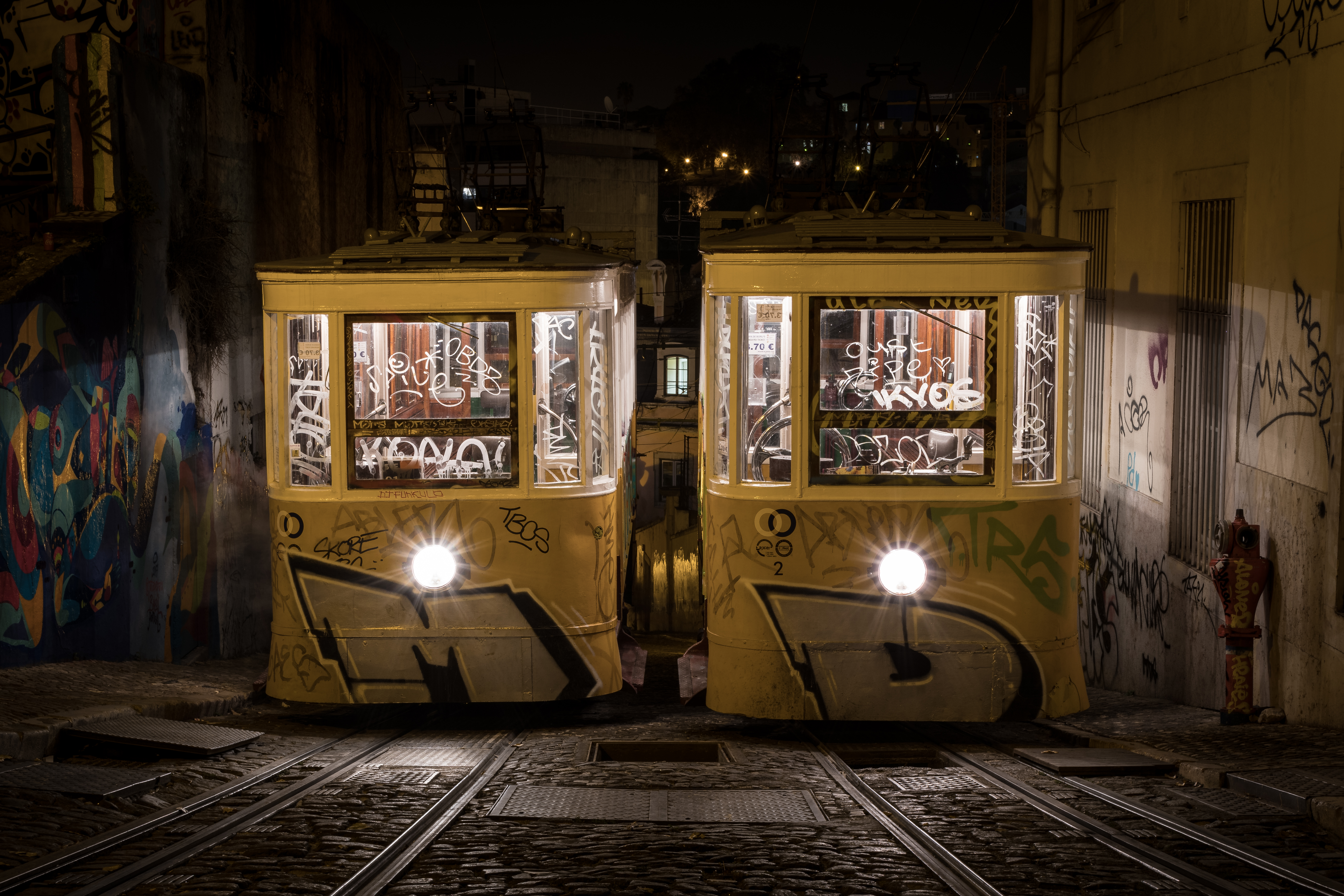
L'Elevador da Glória collega Praça dos Restauradores (17 s.l.m.) al Bairro Alto (Jardim de São Pedro de Alcântara, 61 m s.l.m.). Inaugurato nel 1885, dal 2002 è classificato come Monumento Nacional.
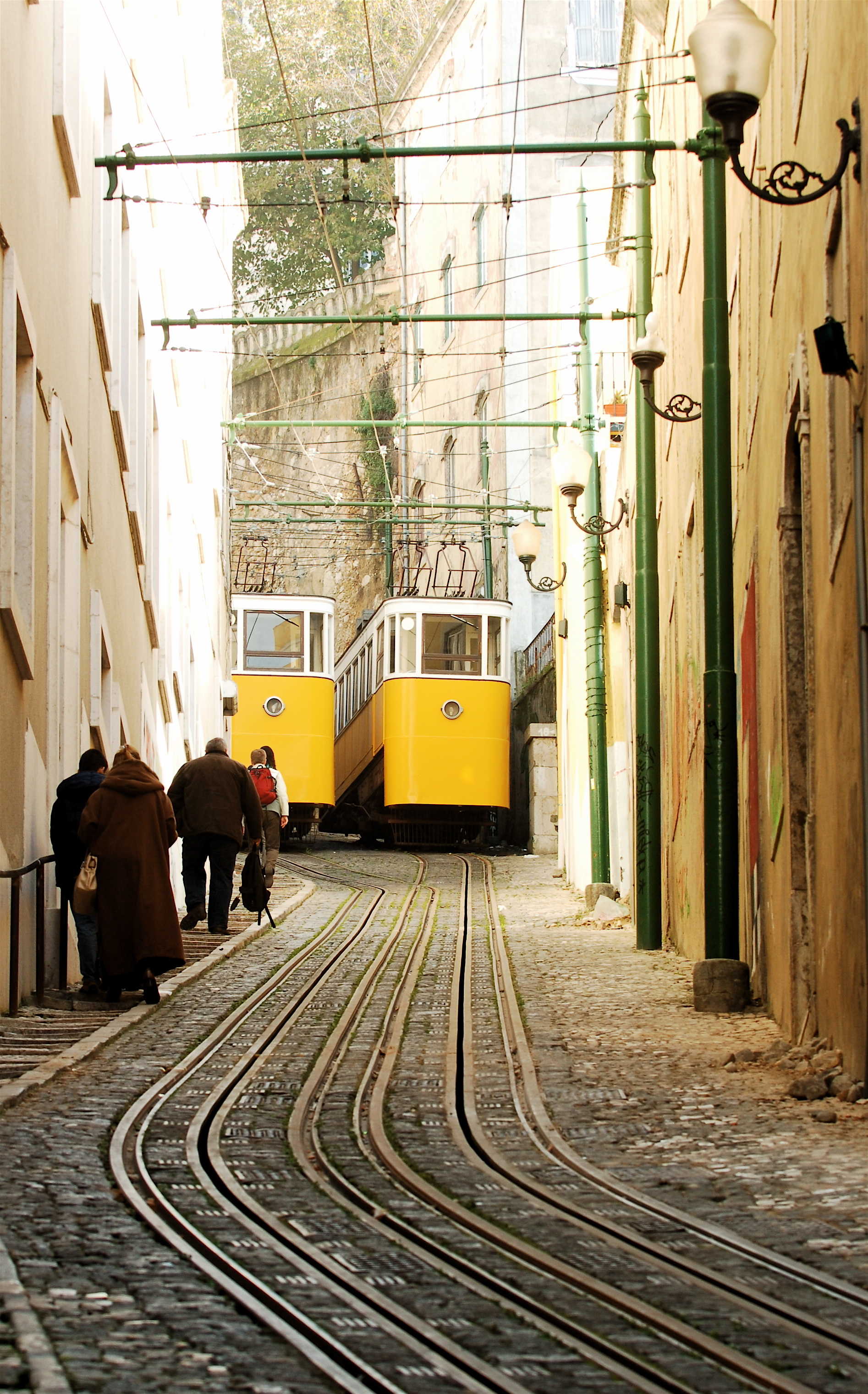
L'Elevador do Lavra collega Rua Câmara Pestana (17 m s.l.m.) con il Largo da Anunciada (59 m s.l.m.). Inaugurato nel 1884, è il più antico ascensore della città di Lisbona. Dal 2002 è classificato come Monumento Nacional.